# Ciudad Nezahualcóyotl
Ciudad Nezahualcóyotl (også kaldt for Ciudad Neza) er administrativt center for kommunen Nezahualcóyotl i delstaten Mexico i Mexico. Ciudad Nezahualcóyotl befinder sig tæt op til Mexico City og den bliver også regnet som en del af Mexico City i storbyområdet ZMCM.